# Associazione Calcio Panigale
L'Associazione Calcio Panigale fu un club calcistico italiano con sede a Bologna, nel quartiere di Borgo Panigale.
I suoi colori sociali erano il bianco e il nero.

## Storia
Fondata nel 1919 a Borgo Panigale, all'epoca comune autonomo, a partire dagli anni trenta prese parte ai campionati dilettantistici della FIGC con il nome di Società Sportiva Panigal.
Nel 1934-35 vinse il campionato di Terza Divisione Emiliana.
Nel 1939, cambiata denominazione prima in S.S. Panigale e successivamente in Associazione Calcio Panigale, vinse il campionato di Seconda Divisione e fu promossa in Prima Divisione.
Al termine della stagione 1940-41 ottenne la promozione in Serie C. Nella Serie C 1941-1942 del debutto in Terza Serie la compagine emiliana si comportò abbastanza bene arrivando 4º nel Girone F. Nel 1942-43 andò ancora meglio per il Panigale con un secondo posto nel Girone G, piazzamento che gli permise di venire ammesso alla Serie B Alta Italia alla fine della Seconda guerra mondiale.
Nel 1945, al termine della guerra, venne ammesso alla Serie B-C Alta Italia; il club bolognese ebbe però un pessimo risultato arrivando 12º e ultimo nel girone C, e venendo quindi scartato dalla possibilità di ripescaggio fra i cadetti. Due anni dopo il Panigale, complice una riforma dei campionati che rese quasi impossibile la salvezza (solo le prime due evitavano la retrocessione nella serie inferiore), arrivò decimo nel proprio girone e dovette lasciare anche la Serie C, retrocedendo in Promozione Interregionale (l'odierna Serie D).
A partire dagli anni '60 riprese la denominazione di Panigal. Da allora è sempre rimasta nelle serie inferiori.
Nel 2007 la società cambia nome in A.S.D. Casteldebole Panigal 1919, militando tra la Promozione e la Prima Categoria Bolognese.

## Palmarès

### Competizioni regionali
- Seconda Divisione: 1

1938-1939 (girone D)